# Dentobunus bidentatus
Dentobunus bidentatus is een hooiwagen uit de familie Sclerosomatidae.